# Xã Bygland, Quận Polk, Minnesota
Xã Bygland (tiếng Anh: Bygland Township) là một xã thuộc quận Polk, tiểu bang Minnesota, Hoa Kỳ. Năm 2010, dân số của xã này là 272 người.